# كتيبة بانزر الثقيلة 501
كتيبة بانزر الثقيلة 501 (بالألمانية: "schwere Panzerabteilung 501")؛ اختصار: "s PzAbt 501") أبتاليون (وحدة بحجم كتيبة مستقلة) بانزر ألمانيًة ثقيلًة مجهزة بدبابات ثقيلة. كانت الكتيبة الوحدة الثانية التي تتسلم وتدخل دبابات تايجر 1. ثم إستبدالها بدبابات تايجر 2 أس في منتصف عام 1944.
قاتلت واستسلمت في تونس وتم إعادة تشكيلها في سبتمبر 1943، ثم قاتلت على الجبهة الشرقية حيث دمرت، تم إعادة تشكيلها بدبابات تايجر 2 أس في يوليو 1944، ثم تم تعطيلها في الغالب في 11 فبراير 1945.

## تشكيل
كانت أولى وحدات الدروع الثقيلة في الجيش الألماني هي سريات الدبابات الثقيلة 501 و502، التي تأسست في 16 فبراير 1942. تم دمجهم في كتيبة الدبابات الثقيلة 501 في 10 مايو 1942 في إرفورت، بقيادة الرائد هانز جورج لودير. في أواخر أغسطس، بدأت دبابات تايجر 1 في الوصول، وقد أعطيت أولوية التسليم لتشكيل كتيبة الدبابات الثقيلة 502. ووعد الكتيبة 501 بالحقاقها بالفيلق الأفريقي للاستخدام في شمال أفريقيا، وتم إعدادها للعمليات الاستوائية. في البداية، كانت الكتيبة تتألف من 20 دبابة تايجر واحدة و25 دبابة بانزر-3.
كان من المخطط في البداية أن تكون كتائب الدبابات الثقيلة الألمانية مؤلفة من سريتين، لكل منها أربع فصائل من نمرين واثنان من طراز بانزر 3. سيكون لكل قائد سرية دبابة تايجر إضافية، وسيحصل قائد الكتيبة على دبابتي اخريتين، ليصبح المجموع 20 دبابة تايجر و16 دبابة بانزر 3.

## عمليات

### شمال أفريقيا

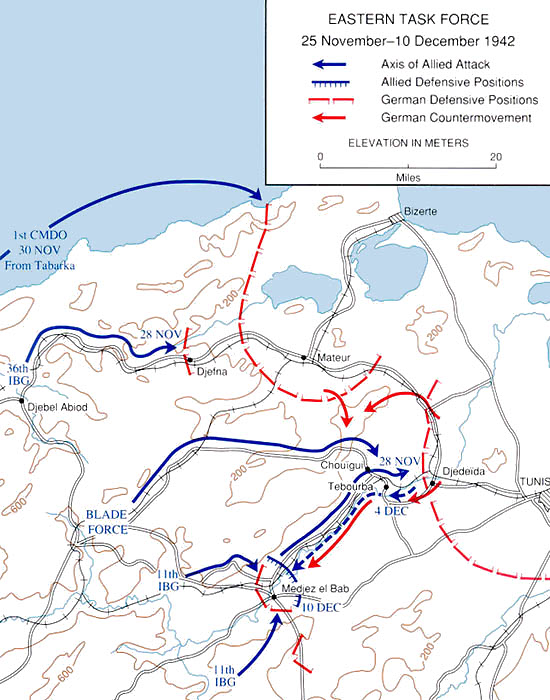
العمليات في تونس، 25 نوفمبر - 10 ديسمبر 1942

بعد إنزال الحلفاء في شمال إفريقيا الفرنسية، وصلت الكتيبة، ب16 دبابة بانزر 3، إلى تونس بين نوفمبر 1942 ويناير 1943.
في البداية، أنزلت ثلاثة دبابات تايجر 1أس للكتيبة 501 في تونس في 23 نوفمبر 1942. تم تنظيم هذه العناصر الأولى للكتيبة، جنبا إلى جنب مع أربعة دبابات بانزر III أس مع وحدات أخرى إلى مجموعة قتالية Lueder. شاركوا في القتال بعد أكثر من أسبوع بقليل خلال هجوم المحور في 1 ديسمبر، ودمروا تسع دبابات أمريكية ودبابات بريطانية في اليوم الأول أثناء إراحة القوات الألمانية. يوم 2 ديسمبر، KG Lueder، بدبابة تايجر 1ر وخمسة دبابات بانزر IIIs، هاجمت طبربة، حيث اوقفت الحلفاء وضرب ست دبابات وأربع مدافع مضادة للدبابات مقابل خسارة ثلاثة دبابات بانزر IIIs. في 3 ديسمبر، تم تعزيز دبابة تايجر 1 العملياتي من قبل ثلاثة دبابات تايجر وصلوا حديثًا، وبدعم من المشاة، حاصروا تبوربا. في اليوم التالي، بدعم من شتوكا، أخذت المجموعة القتالية Lueder Tebourba ولكن تم حلها بعد ذلك، حيث كانت جميع دبابتها تايجر خارج العمل. من أصل 182 دبابة مشاركة، خسر الحلفاء 134 
وصلت تعزيزات من دبابة تايجر واخرى بانزر 3 في 9 ديسمبر، والتي، إلى جانب إصلاحات أضرار المعركة، أصبح هناك سبعة دبابات تايجر وخمسة دبابات بانزر. في اليوم التالي، تحركوا مع عناصر فرقة بانزر العاشرة على طريق ماسيكو، وهاجموا مجاز الباب، وحصلوا على 13 كيلومتر (8.1 ميل) ودمروا 14 دبابة أم3 ستيوارت.  في اليوم التالي، قاموا بتغطية الجناح الجنوبي للهجوم الرئيسي وعملوا كعنصر احتياطي، 7 كيلومتر (4.3 ميل) شرق الجديدة.

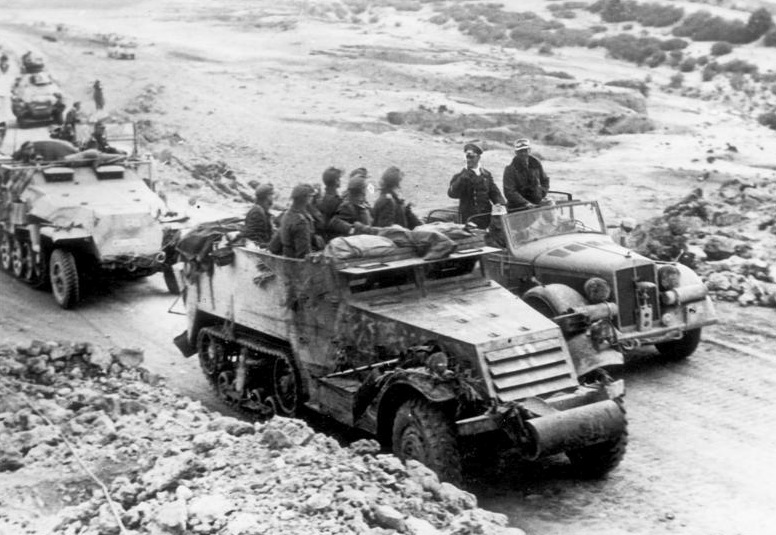
يتحدث إروين روميل مع الجنود الألمان باستخدام دبابة أم3 أمريكية نصف مجنزرة

بحلول نهاية ديسمبر 1942، كانت القوة تصل إلى 11 من أصل 12 دابة تايجر عاملة، بالإضافة إلى دبابة 16 بانزر 3. في 15 يناير 1943، تم تكليف ثمانية دبابات تايجر وثمانية بانزر 3 للعمل مع فوج المشاة الجبلي 756، تم إعادة إنشاء المجموعة القتالية Lueder مع خمسة دبابات تايجر و10 بانزر 3 أس بالإضافة إلى الكتيبة الأولى من فوج المشاة الميكانيكي 69. في 18 يناير، كجزء من عملية Eilbote I، اخترقت المشاة الجبلية مواقع العدو التي كانت محمية بالألغام المضادة للدبابات، واستولت على معبر جنوب غرب بحيرة كيبر؛ تم التخلص من دبابة تايجر واحدة بسبب نقص عجلات الطريق الاحتياطية بعد إصابتها بلغم. في 19 يناير، هاجمت مجموعة Lueder على طول الطريق نحو Robaa، ثم استدارت وأخذ المعبر في Hir Moussa، وأسرت ناقلات الجنود الأمريكية التي تم تسليمها إلى المشاة. أسفرت المناوشات في 20 يناير عن فقدان دبابة تايجر على يد مدفع بريطاني مضادة للدبابات، وتفجير آخرى من قبل المهندسين البريطانيين. خلال اليومين التاليين، تم صد الهجمات البريطانية المضادة. دمرت ثلاث دبابات للعدو مقابل خسارة دبابتي بانزر 3 ودبابة تايجر واحدة. في 24 يناير، تم صد المزيد من الهجمات البريطانية بخسائر ألمانية فادحة.
تم تشغيل 14 دبابة بانزر 3 أس بالإضافة إلى 11 من أصل 16 دبابة تايجر متاحًا في 31 يناير 1943. توزعت الدبابات بين الكتيبتين 756 و 9 مرة أخرى؛ في عهد المجموعة القتالية Weber، بدأوا عملية Eilbote II، ولكن تم إيقافها بواسطة دفاعات قوية مضادة للدبابات وحقول ألغام، ثم انسحبوا. تم اختراق درع دبابة تايجر لأول مرة، وتم تحييد دبابتين. واحترقت أخرى حيث ل يمكن إصلاح الضرر الذي وقع بها. 

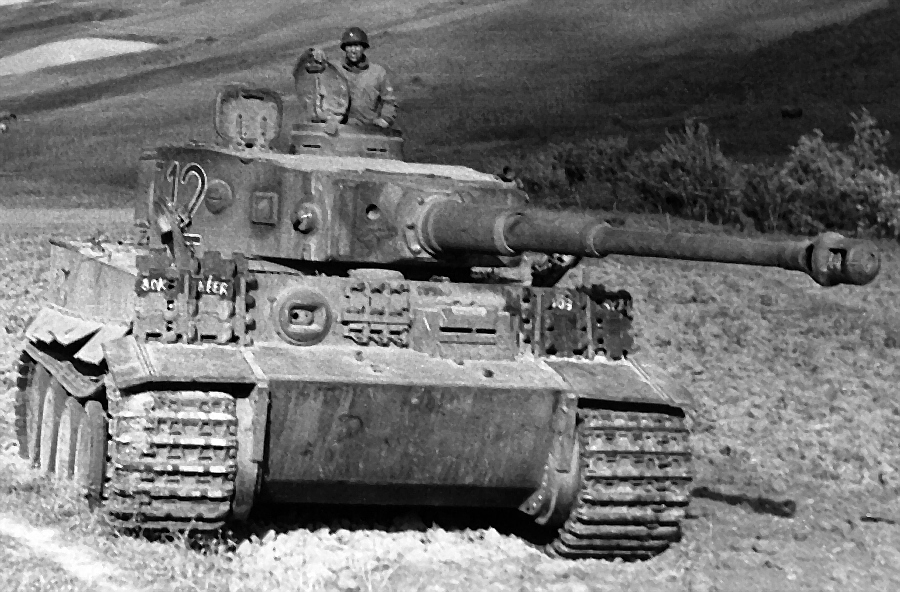
دبابة تايجر 1 مأسورة للكتيبة 501 في تونس 1943

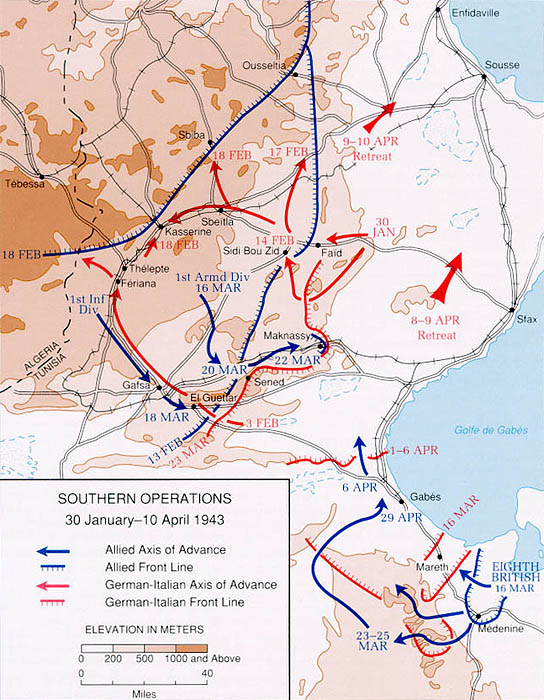
العمليات في تونس، 30 يناير - 1 أبريل 1943

### الجبهة الشرقية

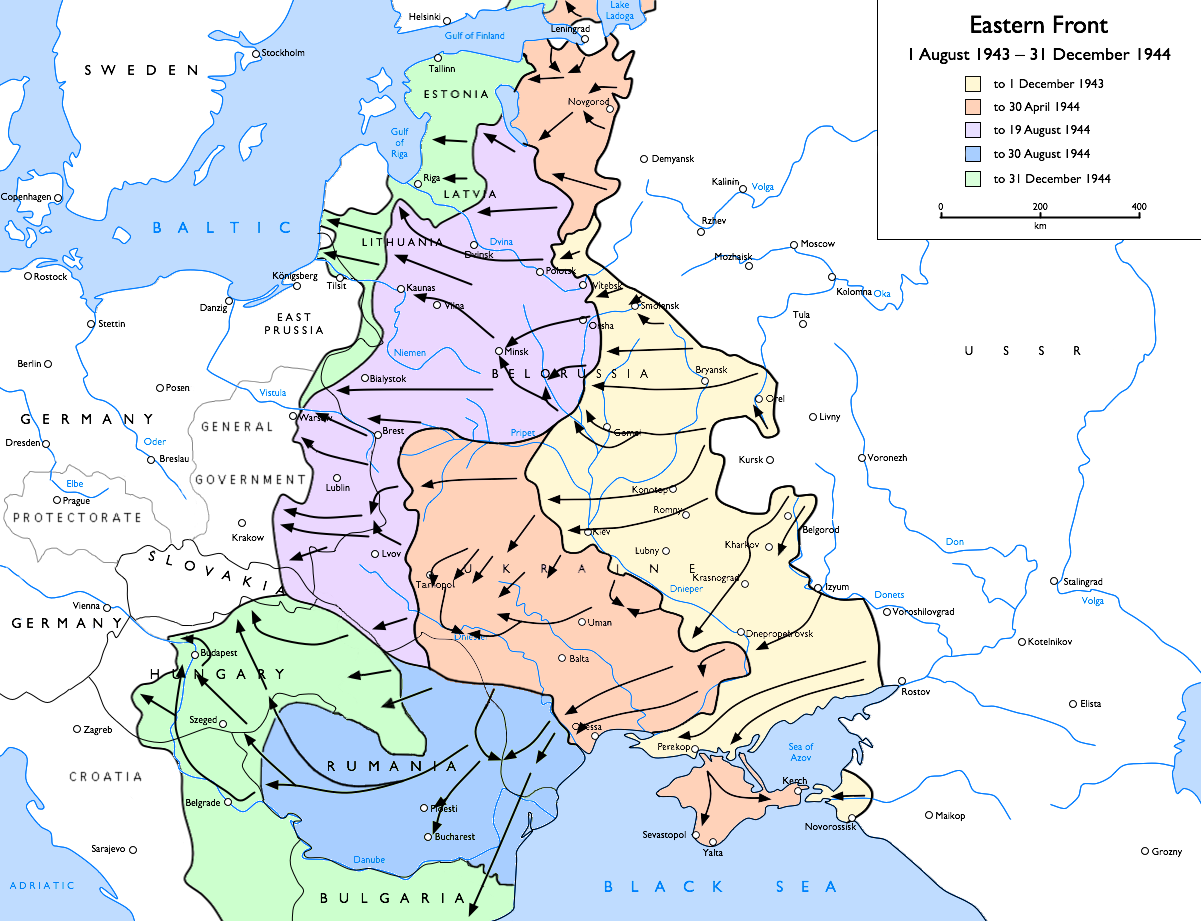
تقدم السوفييت من 1 أغسطس 1943 إلى 31 ديسمبر 1944:
to 1 December 1943
to 30 April 1944
to 19 August 1944
to 31 December 1944

في 9 سبتمبر 1943، تم إصلاح 501 من عدد قليل من بقايا الكتيبة القديمة، بما في ذلك العديد من أفراد طاقم الدبابات الجرحى الذين تم إجلاؤهم إلى أوروبا للتعافي قبل النهاية في تونس، بقيادة الرائد إريك لوي. وبحلول 12 نوفمبر، كانت تضم 45 دبابة من طراز تايجر 2 (ثلاث سريات ب14 دبابة، بالإضافة إلى ثلاث دبابات لقيادة الكتيبة). بين 5-12 ديسمبر، تم نقل الكتيبة إلى منطقة فيتيبسك في الاتحاد السوفياتي (روسيا البيضاء الحديثة).
في 20 ديسمبر، هاجمت الكتيبة 501 تشكيل لدبابات العدو بالقرب من Losovka، مما أسفر عن إصابة 21 دبابة للعدو، و28 مدفعية، مقابل فقدان دبابتين وإصابة جميع قادة السلايات الثلاثة. ولأن دعم المشاة لم يتمكن من المتابعة، انسحبت الكتيبة 501. بعد ذلك بثلاثة أيام، اختفى الرائد لوي، قائد الكتيبة، بعد أن أجبر على تغيير دباباته عندما تم إقصاء دبابته.  في الأيام الخمسة التالية، دمرت الكتيبة 81 دبابة للعدو. بحلول نهاية ديسمبر، كان هناك 16 دبابة تايجر عاملة من أصل 39 متاحًة، سقطت اثنان في أيدي السوفييت.
تولى الرائد فون ليجات القيادة في يناير 1944 واضطلعت الكتيبة بمهام في منطقة أورشا. في 13 يناير، تم تدمير تايجر بقذيفة مدفعية اخترقت سقف برجها. في 13 فبراير، أدت الهجمات الفاشلة إلى فقدان تسعة دبابات تايجر. بحلول 1 مارس، توفر 17 دبابة تايجر فقط من أصل 29 بسبب نقص قطع الغيار. 

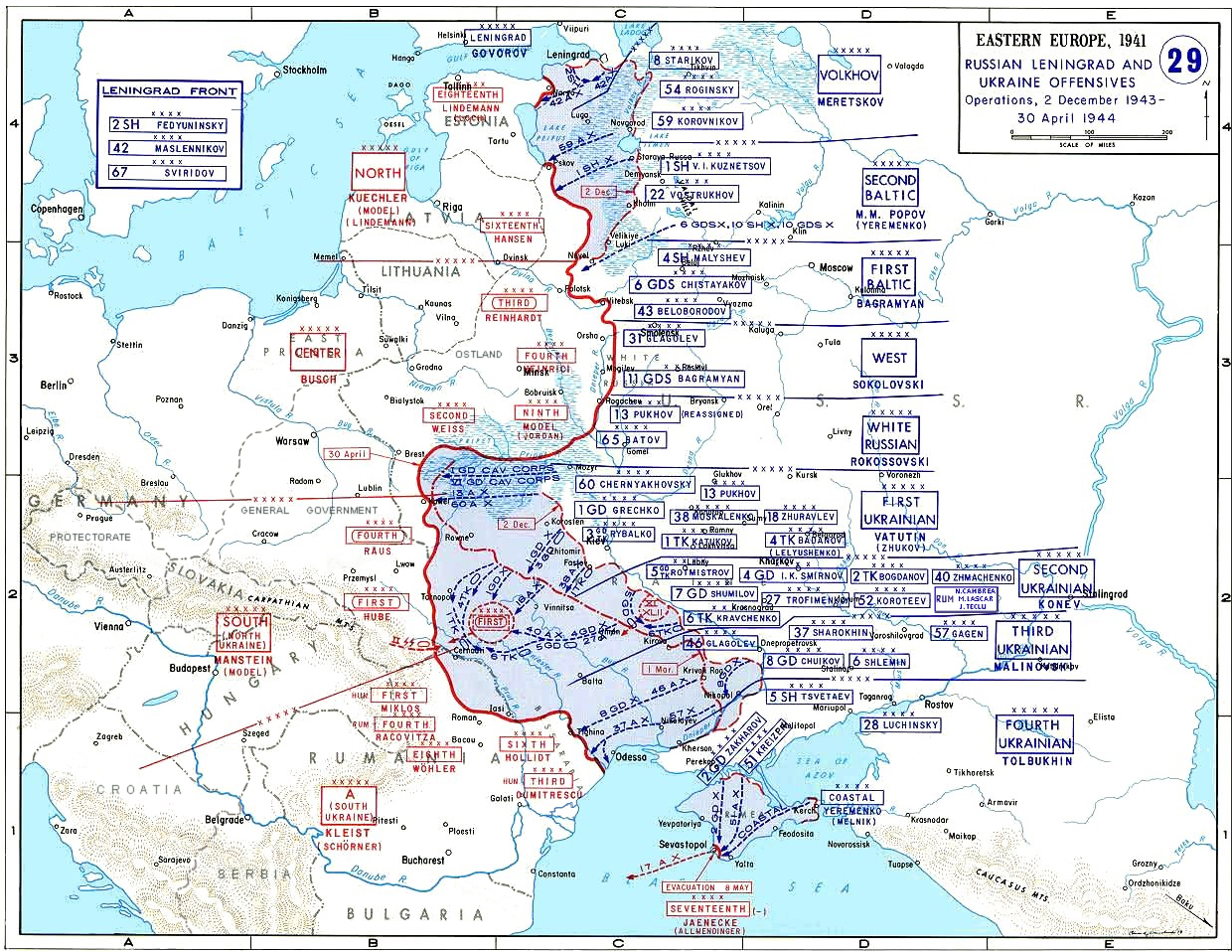
الجبهة الشرقية، أبريل 1944. تم إلحاق الكتيبة 501 إلى الجيش الرابع بانزر في مايو، والجيش الثالث في يونيو.

في 12 مارس، انضمت الكتيبة إلى فرقة المشاة 256 في هجوم مضاد شمال نيبينزي. في اليوم التالي، تم تطويق وتدمير قوات العدو. بحلول 1 أبريل، تم تسليم قطع الغيار وتشغيل 27 دبابة. 
في يونيو، تم نقل تسع دبابات إلى 509، وترك 20 عاملة. في 23 يونيو، أدى القتال في أورشا، الذي عارض عملية باجراتيون السوفياتية، إلى تفريق الكتيبة، مما أدى إلى عدة أيام من معارك الدبابات المستقلة، بعضها ضد دبابات ي أس-2. تحت وطأة انسحاب دبابات تايجر، انهار جسر أورشا، ونفد وقود العديد من الدبابات الأخرى. تراجعت البقية نحو نهر بيريزينا، حيث يمكن عبور ستة فقط، بينما تم تفجير الباقي في الفترة ما بين 1-2 يوليو.
بحلول 2 - 4 يوليو / تموز، تراجعت الدفاعات المخصصة لدبابات تايجر المتفرقة إلى منطقة مينسك: على الرغم من دخول خمسة دبابات عززت القوات العملياتية إلى سبعة، وفُقدت اثنتان، وانهارت أخرى. في اليوم التالي نفد وقود دبابتي تايجر أثناء الانسحاب بالقرب من مالادزيشنا، وتعثرت آخرى، وتم تفجير جميع دبابات تايجر الثلاثة الثابتة. انخفضت الدبابات العاملة إلى الصفر. 

#### تايجر 2
أعيد تشكيل الكتيبة في أوردروف في 14 يوليو. بحلول 7 أغسطس 1944، وصلت الكتيبة إلى قوتها الكاملة، مع 45 دبابة تايجر 2 جديدة مجهزة باحدث الأبراج. 
في 5 أغسطس، دخلت سريتان إلى جنوب شرق بولندا للانضمام إلى مجموعة جيوش شمال أوكرانيا، لمواصلة صد عملية باغراتيون. في 11 أغسطس، تم إلحاق الكتيبة بالفرقة 16 بانزر. هاجمت الدبابات العاملة الثماني الجسر السوفييتب فوق نهر فيستولا بالقرب من بارانو ساندومييرسكي. على الطريق إلى Oględów، تم تدمير ثلاثة Tiger IIs في كمين من قبل عدد قليل من دباباتتي-34. ولأن هذه الدبابات عانت من انفجارات الذخيرة التي تسببت في مقتل العديد من أفراد الطاقم، لم يعد مسموحًا برمي طلقات البنادق الرئيسية داخل البرج، مما أدى إلى تقليل السعة إلى 68. خلال اليومين التاليين، تكبدت الكتيبة خسائر فادحة. 
في 12 أغسطس، دخلت السرية المتبقية في أهدروف للانضمام إلى بقية الكتيبة.
بعد التكتيكات الضعيفة في وحول رادوم في 22 أغسطس، تم إعفاء قائد الكتيبة، وتورط أيضًا في مؤامرة 20 يوليو لاغتيال هتلر. تم استبداله بالرائد Saemisch.  في 1 سبتمبر، تم تشغيل 26 من دبابة تايجر 2، وتم تكليفا الكتيبة بـXXXVIII Panzer Corps . في وقت لاحق من الشهر، انضمت السرية المتبقية في نهاية المطاف إلى بقية الكتيبة.
انخفض عدد دبابات تايجر التابعة للكتيبة إلى 36 من أصل 53 دبابة تايجر 2 اس جاهزة للعمل بحلول 1 أكتوبر 1944.  بحلول 1 نوفمبر، ارتفع هذا إلى 49، مدعومًا بدمج عدة دبابات تايجر من بقايا الكتيبة 509. في 21 ديسمبر، تم إعادة الكتيبة ككتيبة الدبابات الثقيلة 424 وتم تعيينها في فيلق بانزر XXIV، وهو جزء من الجيش الرابع بانزر.

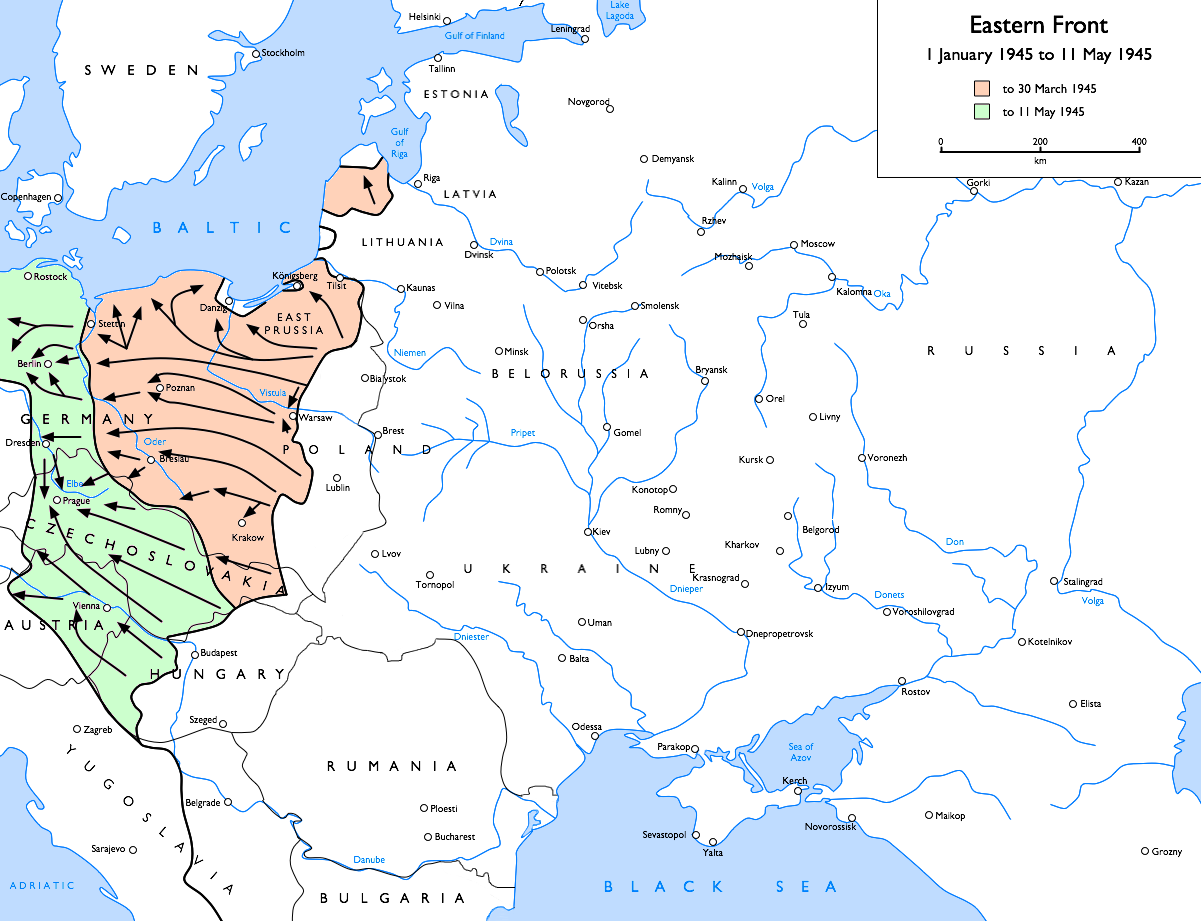
تقدم السوفييت من 1 يناير 1945 إلى 7 مايو 1945:
to 30 March 1945
to 7 May 1945

بدأ هجوم فيستولا أودر السوفيتي في 12 يناير 1945. نشرت الكتيبة على الخطوط الأمامية، ربما من خلال التدخل المباشر لهتلر، على عكس رغبات جميع مستويات القيادة للكتيبة جميعًا إلى جنرال مجموعة الجيوش أ. لم تتلق الكتيبة في البداية أي أوامر. في 13 يناير، أمرت بالسير بإتجاه Lisow. في الطريق، سقطت أحد دبابات التايجر 2 الثاني عبر جسر. حاولت السريات الثلاث الهجوم، لكن العديد منها تعثرت في أرض وعرة ولم تكن قابلة للاسترداد. فقد Leutnant Oberbracht كلا جنزيرين الدبابتين لكنه دمر 20 دبابة للعدو. تم تدمير ما بين 50 إلى 60 دبابة للعدو. وانهارت عدة دبابات أخرى أثناء التحرك للاتصال. ونصبت IS-2s والمدافع المضادة للدبابات في ليزو كمينا للكتيبة التي دمرت تقريبا. حتى دبابة قائد الكتيبة تم تحييدها. 
في اليوم التالي، حارب بعض بقايا الكتيبة في الجيب مشكلة حولهم، ولكن تم تفجيرها بعد نفاد الوقود. سقط دبابة تايجر آخري خلال الجسر وتم التخلي عنها. تجمعت الدبابات المتبقية في غرونبرغ.
في 11 فبراير 1945، أعيد تنظيم بقية أفراد الكتيبة الأولى والثانية في كتيبة مدمرات الدبابات الثقيلة 512 (schwere Panzer-Jager-Abteilung 512).  استسلمت العناصر المتبقية في هوكستر.

## القادة
- الرائد هانز جورج لودر (10 مايو 1942 - 28 فبراير 1943) (جريح) [12]
- الرائد أغسطس Seidensticker (17 مارس 1943 - 12 مايو 1943) (كجزء من كتيبة الدبابات الثقيلة 504)
- الرائد إريك لوف (سبتمبر 1943 - 23 ديسمبر 1943) (مفقود) [7]
- الرائد فون ليجات (يناير 1944 - 22 أغسطس 1944) (مرتاح)
- الرائد سايميش (22 أغسطس 1944 - 13 يناير 1945) (قتل) [10]

## روابط خارجية
- تاريخ وحدة Schwere Panzer-Abteilung 501